# Nigerdelta-Stummelaffe
Der Nigerdelta-Stummelaffe (Piliocolobus epieni) ist eine Primatenart aus der Gruppe der Stummelaffen die endemisch im westlichen Teil des Nigerdeltas im westafrikanischen Nigeria vorkommt. Die Art galt lange Zeit als Unterart des Pennant-Stummelaffen (Piliocolobus pennantii) aus der Republik Kongo und der Insel Bioko, wurde von Colin P. Groves aber in den Rang einer eigenständigen Art erhoben was in neueren Veröffentlichungen (z. B. im „Handbook of the Mammals of the World, Band 3, Primates“) zunehmend anerkannt wird.

## Merkmale
Der Nigerdelta-Stummelaffe ähnelt dem Pennant-Stummelaffen und hat wie dieser einen schwärzlichen Rücken, orange-braune Körperseiten und eine weißliche Bauchseite. Das Weiß der Unterseite erstreckt sich auch auf die Außenseiten der Arme und beschränkt die orange-braune Färbung auf ein schmales Band. Hände und Füße sind schwarz. Der Schwanz ist auf der Oberseite dunkel rotbraun mit einem mittleren dunkelbraunen Band und auf der Unterseite kastanienbraun oder
dunkel braun-rot. Das letzte Drittel des Schwanzes wird zunehmend schwarzbraun. Oberhalb der Ohren sitzen auffällige schwarze Wirbel.

## Lebensraum
Der Nigerdelta-Stummelaffe lebt ausschließlich in der sogenannten Marschwaldzone (“marsh forest”) im westlichen Nigerdelta. Sie zeichnet sich durch einen ganzjährigen hohen Wasserstand aus, Gezeiteneffekte oder zusätzliche Überflutungen treten aber nicht auf. Die begrenzte Verteilung von essbaren Pflanzen in diesem Biotop soll ein Schlüsselfaktor für das eng begrenzte Verbreitungsgebiet der Art sein. Eine wichtige Futterpflanze ist der Baum Hallea ledermannii. Das Verbreitungsgebiet wird im Nordwesten von den Flüssen Forcados und Bomadi begrenzt, vom Sagbama, Osiama und Apoi im Osten und vom Mangrovengürtel im Süden. Zum Zeitpunkt seiner Entdeckung war der Nigerdelta-Stummelaffe örtlich häufig. Inzwischen ist die Art aber durch Entwaldung, Bejagung und sonstige menschliche Aktivitäten gefährdet und die Population der Art ist in den letzten 30 Jahren um 80 % zurückgegangen, so dass sie nun als stark gefährdet (Critically Endangered) gilt. Andere Affenarten, die im Lebensraum von Nigerdelta-Stummelaffe vorkommen, sind die Rotbauchmeerkatze (Cercopithecus erythrogaster pococki) und die Halsbandmangabe (Cercocebus torquatus), beide werden in der Roten Liste der IUCN als gefährdet (Vulnerable) gelistet, sowie die Große Weißnasenmeerkatze (Cercopithecus nictitans), die Monameerkatze (Cercopithecus mona) und eventuell auch der Grüne Stummelaffe (Procolobus verus). Der Nigerdelta-Stummelaffe ist in Nigeria selber gesetzlich nicht geschützt, seine beiden wichtigsten Populationsgruppen siedeln im Apoi Creek- und im Upper Orashi Forest Reserve.